# Sant Climent Sescebes
Sant Climent Sescebes és un municipi de la comarca de l'Alt Empordà. El terme limita al nord amb la Jonquera. És a la vall de la riera de l'Anyet.

## Geografia
- Llista de topònims de Sant Climent Sescebes (Orografia: muntanyes, serres, collades, indrets..; hidrografia: rius, fonts...; edificis: cases, masies, esglésies, etc).

## Demografia[1]
| Entitat de població   | Habitants (2023) |
| Sant Climent Sescebes | 639              |
| Vilartolí             | 35               |
| Ullastre              | 5                |
| Base Militar          |                  |
| Font: Idescat         |                  |

| 1497 f | 1515 f | 1553 f | 1717 | 1787 | 1857 | 1877 | 1887 | 1900 | 1910 |
| ------ | ------ | ------ | ---- | ---- | ---- | ---- | ---- | ---- | ---- |
| 39     | -      | 22     | 159  | 447  | 832  | 918  | 872  | 790  | 867  |

| 1920 | 1930 | 1940 | 1950 | 1960 | 1970 | 1981  | 1990 | 1992 | 1994 |
| ---- | ---- | ---- | ---- | ---- | ---- | ----- | ---- | ---- | ---- |
| 793  | 673  | 629  | 631  | 729  | 915  | 1.456 | 469  | 430  | 430  |

| 1996 | 1998 | 2000 | 2002 | 2004 | 2006 | 2008 | 2010 | 2012 | 2014 |
| ---- | ---- | ---- | ---- | ---- | ---- | ---- | ---- | ---- | ---- |
| 398  | 428  | 404  | 416  | 453  | 482  | 501  | 521  | 568  | 590  |

| 2016 | 2018 | 2020 | 2022 | 2024 | 2026 | 2028 | 2030 | 2032 | 2034 |
| ---- | ---- | ---- | ---- | ---- | ---- | ---- | ---- | ---- | ---- |
| 641  | 635  | 707  | 696  | 675  | -    | -    | -    | -    | -    |

## Economia
Té agricultura de secà amb vinya i oliveres. Els vins són de la denominació d'Origen Empordà. Hi ha un centre de formació militar dels més importants a Catalunya, que ha donat al poble una font d'ingressos amb relació a l'establiments de serveis.

## Indrets d'interès
El municipi té nombroses fonts d'aigües medicinals i itineraris megalítics importants. També es poden visitar:
- Església parroquial de Sant Climent. Segle XVII, construïda sobre una altra documentada de l'any 882
- Restes de l'antiga muralla
- Pont Vell sobre l'Anyet. Segle XV-XVI
- Dolmen de la Gutina.
- Dolmen del Prat Tancat.
- Dolmen de Tires Llargues.
- Dolmen de Fontanilles.
- Dolmen del Salt d'en Peió.
- Dolmen de les Closes.
- Menhir de la Murtra (3500 aC - 3000 aC).
- Menhir de Vilartolí.
- Santa Fe dels Solers.
- Serrat de la Mangra.
- Puig de la Rata
- Els Pujals.
- Mas de la Murtra
- Ajuntament